# Distretto di Chinchao
Il distretto di Chinchao è un distretto del Perù nella provincia di Huánuco (regione di Huánuco) con 24.796 abitanti al censimento 2007, dei quali 2.213 censiti in territorio urbano e 22.583 in territorio rurale.
È stato istituito il 2 gennaio 1857, ed ha come capoluogo il centro abitato di Acomayo.